# Sainte-Barbe-sur-Gaillon
 Sainte-Barbe-sur-Gaillon  là một commune in the Eure department và Normandie region of Đức.